# Шипохвіст
Шипохвіст (Uromastyx) — рід ящірок з родини Агамових. Має 17 видів.

## Опис
Довжина сягає 75 см, іноді 80. Колір шкіри одноманітний — сірий або бурий, іноді з дрібними темними цятками. Молоді шипохвости зі світлими поперечними смугами і плямами. Голова коротка, плеската. Верхня сторона тіла вкрита дрібною одноманітною лускою, серед якої в деяких видів безладно розкидані збільшені горбки з невеликими шипиками. Короткий плескатий хвіст зверху вкрито великою колючою лускою, зібраною у правильні поперечні шипуваті кільця. звідси походить назва роду. тулуб низький, широкий з масивними лапами. На кінцівках є товсті пальці з гострими кігтями.

## Спосіб життя
Полюбляють піщану, кам'янисту місцину. Риють глибокі нори до 4 м завдовжки. Мають підвищену стійкість до високих температур середовища, зберігаючи активність при температурі ґрунту 53-57°С. Можуть тривалий час залишатися без води. Харчуються комахами, рослинами, квітами та плодами. При небезпеці ховаються у нору, виставляючи шипуватий хвіст назовні, яким роблять швидкі рухи.
Це яйцекладні ящірки. Самиця відкладає від 4 до 20 яєць. За сезон може бути декілька кладок.
М'ясо і жир шипохвостів в деяких країнах вживають в їжу.

## Розповсюдження
Мешкають у Північній й Східній Африці, Південно-Західній Азії.

## Види
- Uromastyx acanthinura
- Uromastyx aegyptia
- Uromastyx alfredschmidti
- Uromastyx asmussi
- Uromastyx benti
- Uromastyx dispar
- Uromastyx geyri
- Uromastyx hardwickii
- Uromastyx leptieni
- Uromastyx loricata
- Uromastyx macfadyeni
- Uromastyx occidentalis
- Uromastyx ocellata
- Uromastyx ornata
- Uromastyx princeps
- Uromastyx thomasi
- Uromastyx yemenensis